# Platja de Cesantes

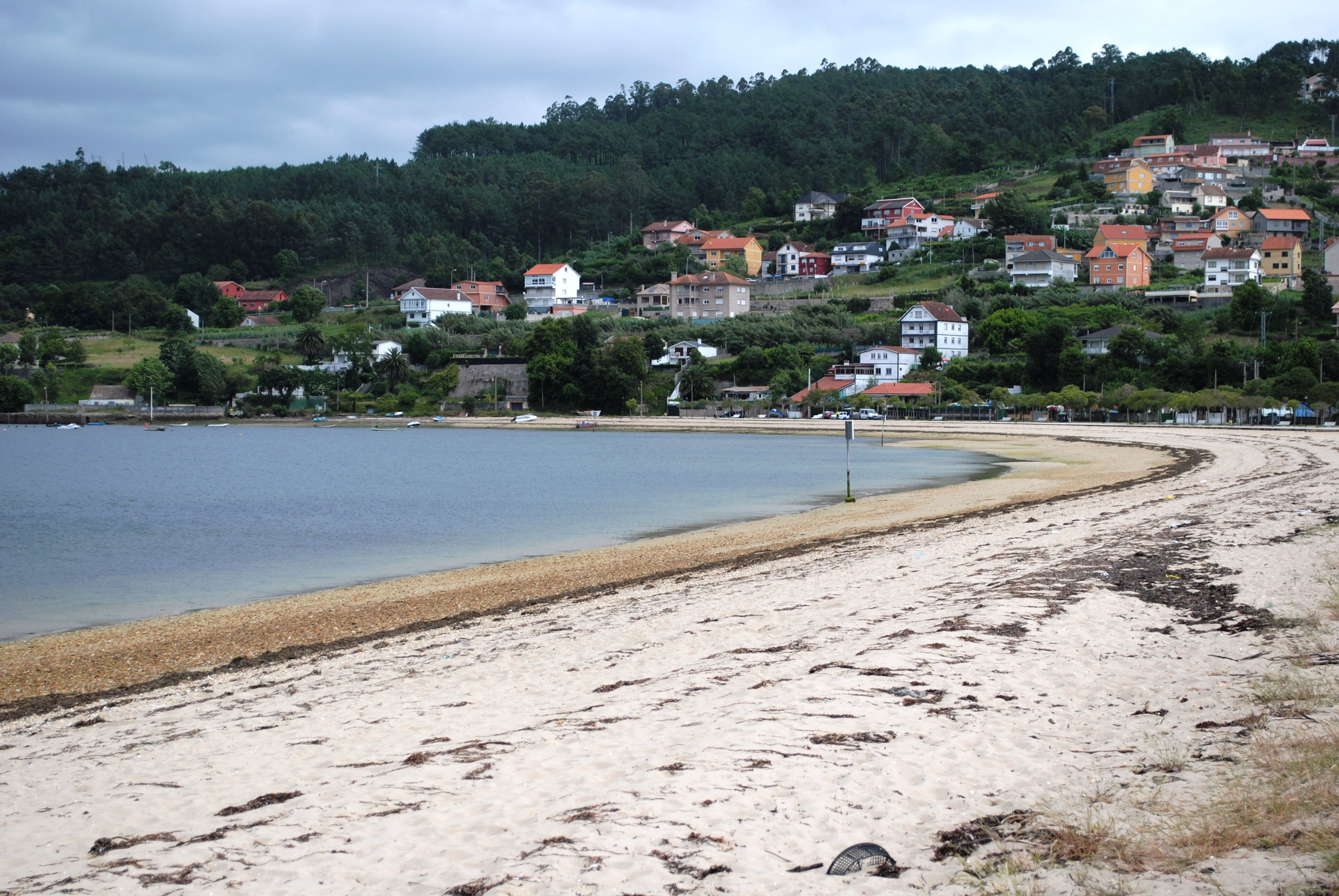
Platja de Cesantes

La platja de Cesantes, també coneguda com a platja d'A Punta, és una platja gallega situada al tram de costa de la parròquia de Cesantes, al municipi de Redondela, a l'ensenada de San Simón, al fons de la ria de Vigo. Les seves aigües tranquil·les i lliures d'onades pròpies de l'Atlàntic, fan que aquesta platja sigui freqüentada per practicar esports aquàtics com el windsurf o el kytesurf.
És un espai protegit amb l'objectiu de recuperar les espècies vegetals originàries de la zona. També té un passeig marítim i accés per minusvàlids.

## Galería de imaxes

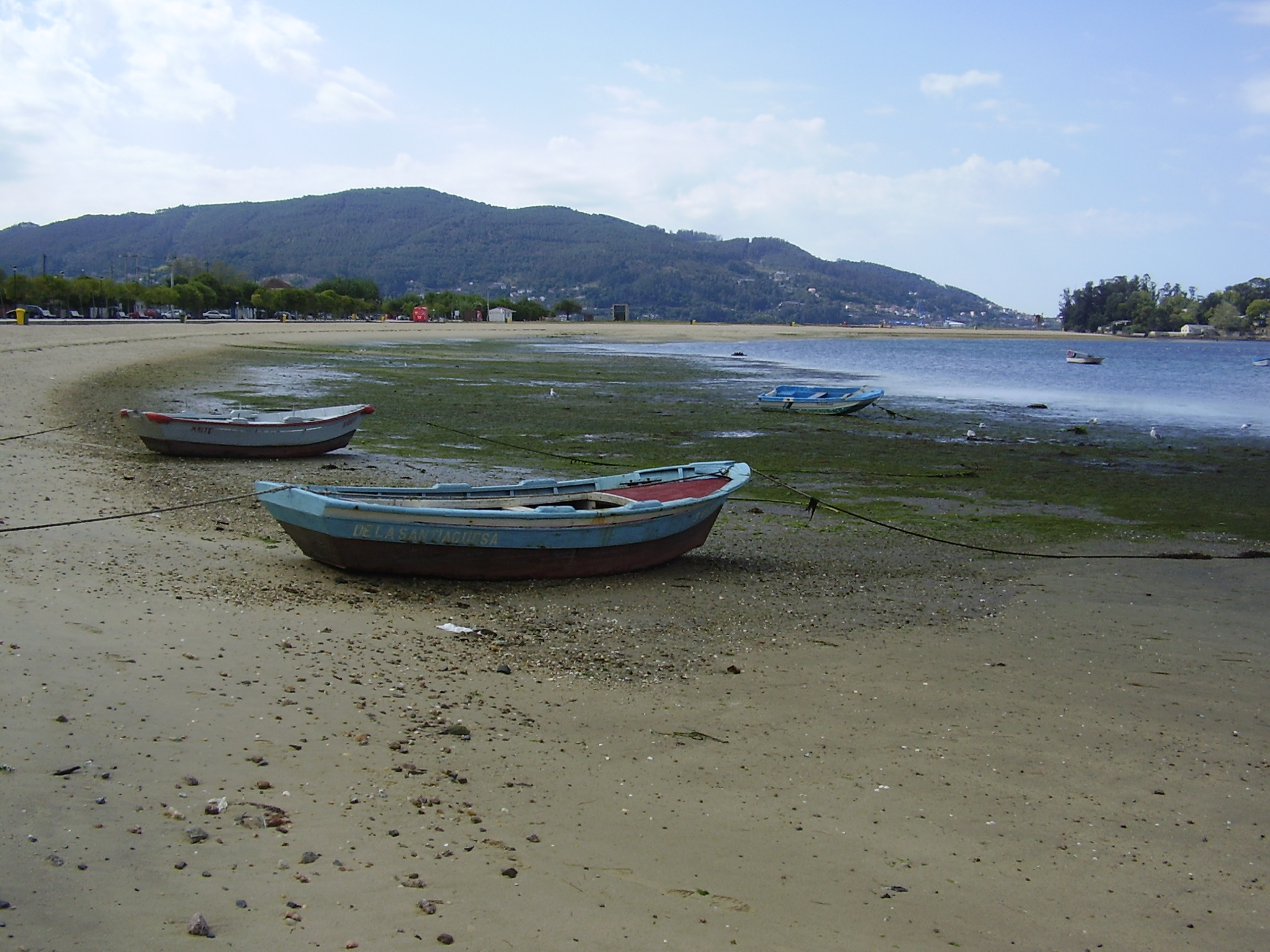
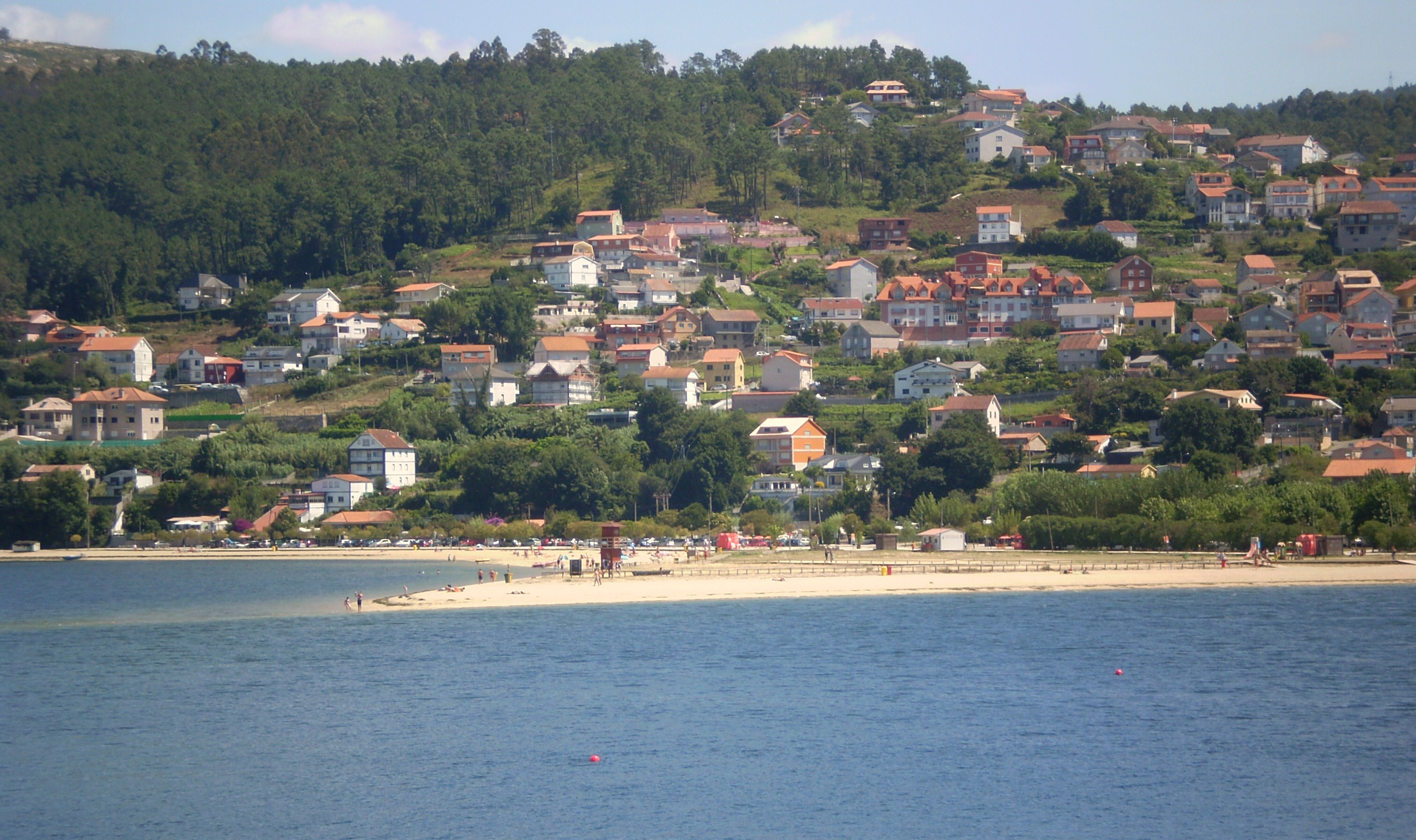
Vista des de San Simón.
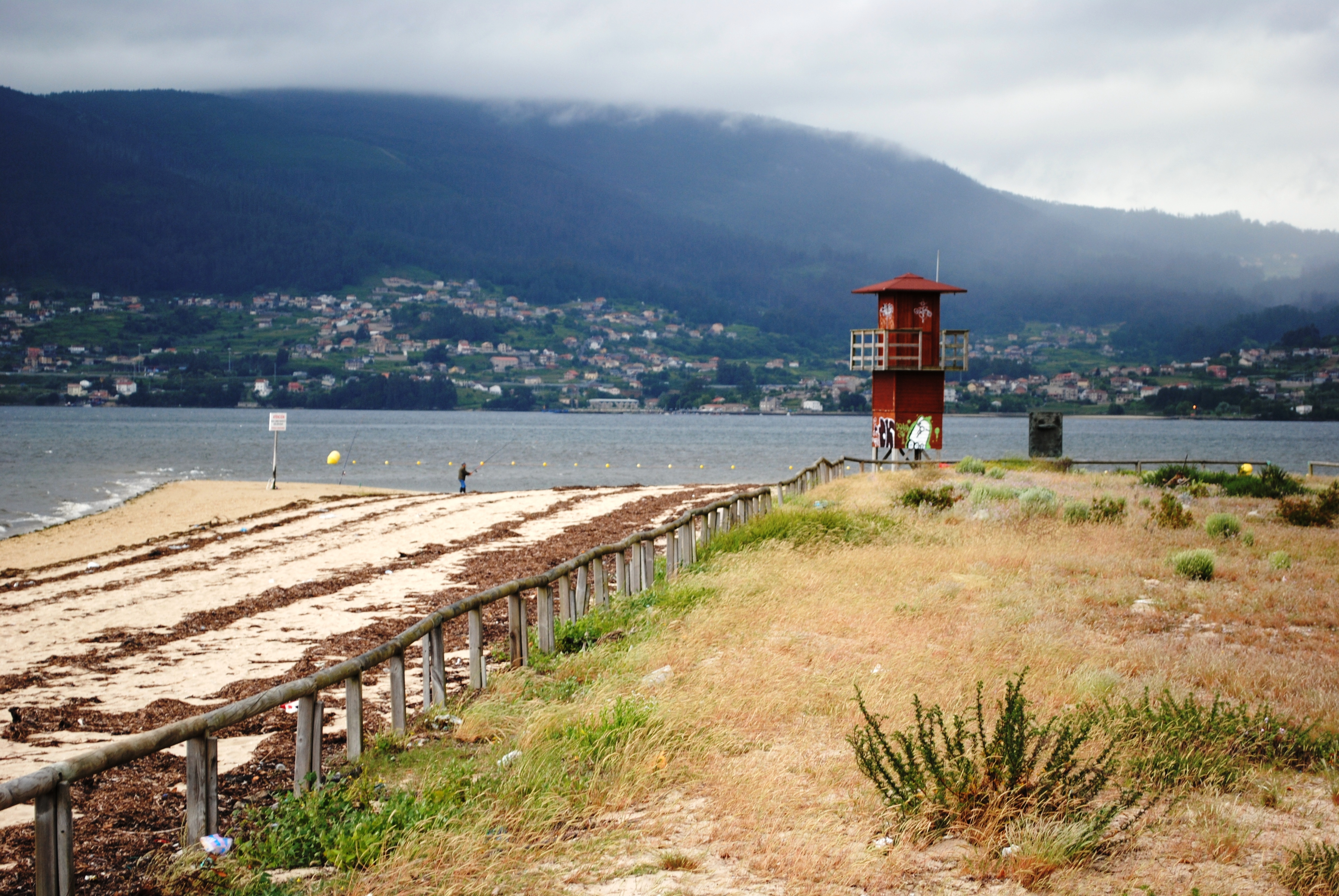